# Réserve naturelle de biosphère d'État de Kronotski
Pour les articles homonymes, voir Kronotski (homonymie).
La réserve naturelle de biosphère d'État de Kronotski est une réserve naturelle reconnue réserve de biosphère par l'Unesco depuis 1984 destinée à l'étude des sciences naturelles située dans l'Extrême-Orient russe, sur la côte sud-est de la péninsule du Kamtchatka. Elle est créée en 1934 et ses frontières actuelles couvrent une superficie de 10 990 km2. Elle abrite la seule vallée des geysers de Russie, plusieurs chaînes de montagnes, un grand nombre de volcans, actif et éteints, parmi lesquels le volcan actif le plus élevé en Eurasie, le Klioutchevskoï, qui s'élève à 4 750 m d'altitude,. En raison de son climat rude et de la présence de volcans et geysers, elle est souvent décrite comme une « Terre de feu et de glace ».
La réserve est principalement accessible aux scientifiques ainsi qu'à quelque 3 000 touristes par an, qui paient une taxe d'environ 700 US$ pour y accéder en hélicoptère. Avec cinq autres aires protégées de la péninsule, elle fait partie du site du patrimoine mondial des Volcans du Kamtchatka,.

## Histoire
Une première réserve de faune instaurée dès 1882 en raison de la présence de zibelines. Cette réserve est délimitée pour la première fois en 1934, avant d'être supprimée par deux fois (en 1951 et 1961). Elle est finalement rétablie en 1967 et reconnue comme réserve de biosphère en 1984.

## Faune et flore
Plus de 750 espèces de plantes poussent sur le territoire de la réserve. Elle abrite également quelque 700 ours bruns du Kamtchatka, parmi les plus grands du monde, qui peuvent peser jusqu'à 540 kg. Les ours de la réserve de Kronotski se rassemblent autour de torrents de montagne dans lesquels ils pêchent des saumons rouges. On y trouve aussi des marmottes, pikas, écureuils arctiques, rennes, loups, gloutons, loutres, musaraignes du Kamtchatka. 234 espèces d'oiseaux ont été dénombrées.

## Sites d'intérêt

### Vallée des geysers

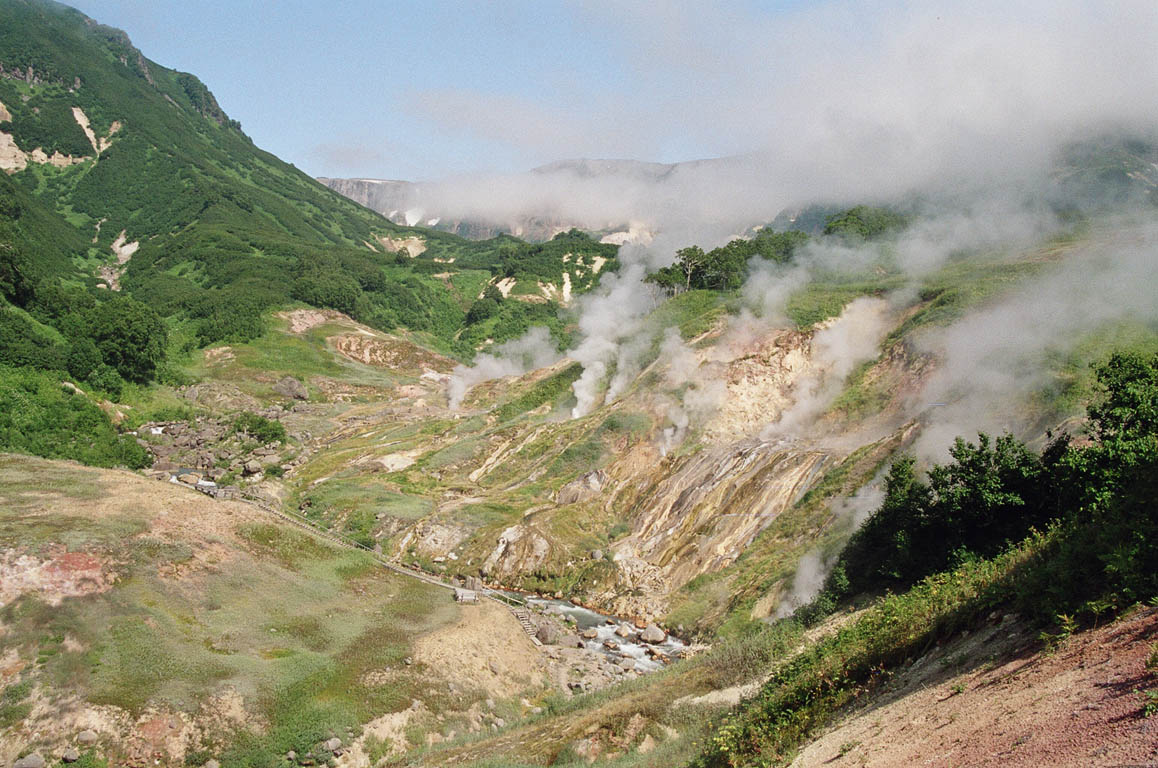
La vallée des geysers.

La vallée des geysers (en russe : Долина гейзеров, Dolina gueïzerov) est le seul champ de geysers du continent eurasiatique (à l'exception du champ de geyser de Moutnovski) et le deuxième au monde en termes de concentration de geysers. Découvert en 1941 par Tatiana Oustinova et Anissifor Pavlovitch Kroupenine, ce bassin d'environ 6 km de long, compte environ 90 geysers et de nombreuses sources d'eau chaude. Il est situé sur la rive gauche de la toujours plus profonde rivière Gueïsernaïa.
Au sein de la vallée, un cône volcanique, effondré il y a environ 40 000 ans forme la caldeira de l'Ouzon. Les geysers et sources chaudes sont formées par le magma qui porte à ébullition les eaux souterraines. La zone, qui s'étend sur près de 13 km, compte au moins 500 sources chaudes géo-thermales et mares de boue.
Parmi ces geysers, le geyser Velikan (littéralement « géant »), expulse des tonnes d'eau à plus de 26 mètres de hauteur pendant une minute, environ toutes les six heures. Au moins 20 geysers semblables entre en éruption dans le bassin de la rivière Gueïsernaïa et dans la vallée de geysers.

### Glaciers de la presqu'île Kronotski
Les glaciers de la presqu'île Kronotski (54° 48′ N, 161° 48′ E) occupent une surface de 11 000 ha. Par endroits, ils descendent à une altitude allant de 600 à 345 mètres et sont situés entre 8 et 12 km de la côte. Le plus important d'entre eux, le Tiouchievski, débute à une altitude de 1 200 m et descend jusqu'à 600 m. Il s'étend du nord au sud sur une distance de 6 km.
La presqu'île Kronotski connaît d'importantes chutes de neige. On enregistre des précipitations annuelles de 3 000 mm qui peuvent atteindre 4 500 mm. Les glaciers jouent un rôle primordiale dans la réserve d'un point de vue hydrologique aussi bien qu'écologique et zoologique. Grâce à eux des plantes et animaux rares ont réussi à s'implanter.

### Forêt de mélèzes du bassin du lac Kronotski
La forêt de mélèzes du bassin du lac Kronotski compte parmi les sites naturels uniques de la réserve nationale de biosphère de Kronotski. Au nord du lac, dans le cours des rivières Listviennitchnaïa, Ounana et Séviernaïa, elle occupe une surface de 4 000 ha. Cette forêt est la continuation de la taïga de conifères de la dépression centrale du Kamtchatka.
Une faune et une flore riches ont pu voir le jour grâce à cette forêt où, hormis les mélèzes, s'élèvent aussi des conifères et des feuillus. Sur son sol, poussent la goodyère rampante (Goodyera repens), le gadelier rouge sauvage (Ribes triste Pall.) ainsi qu'une variété de sorbier. Les animaux que l'on peut y rencontrer sont l'écureuil, la musaraigne à dents larges de Sibérie (Sorex daphaenodon), une grande population d'élans, de jaseurs, de gros-becs et de chouettes épervières.